# Cymbopogon nardus
Cymbopogon nardus is een plant uit de grassenfamilie (Poaceae). Het is een aromatische en groenblijvende grassoort dat tot 2,5 meter hoog kan worden. De plant heeft een stevige wortelstok. 
De soort komt voor in Afrika in het gebied tussen Zuid-Soedan tot in Zuid-Afrika, op het eiland Madagaskar en op het Indisch subcontinent, op het eiland Sri Lanka en in Indochina. Hij groeit daar in graslanden en open bossen met Acacia- en Combretum-soorten. In Oeganda groeit de grassoort ook op heuvels.
Uit de soort wordt de etherische olie citronella gewonnen door middel van stoomdestillatie. Deze olie wordt gebruikt 
in vernissen, insecticiden, parfums en voor het parfumeren van goedkope schoonmaakproducten en zeep. Hierom wordt de soort in sommige tropische gebieden gekweekt. Verder worden de bladeren en de witte kern uit de sappige stengels worden gebruikt als smaakstof in curries en soepen. Daarnaast wordt uit de bladeren een aromatische thee getrokken.